# The Last Repair Shop
Pour plus de détails, voir Fiche technique et Distribution.
The Last Repair Shop est un court métrage documentaire américain de 2023 réalisé par Ben Proudfoot et Kris Bowers. 
Il a remporté le prix du meilleur court métrage documentaire lors de la 8e cérémonie des Critics' Choice Documentary Awards, ainsi que l'Oscar du meilleur court métrage documentaire lors de la 96e cérémonie des Oscars,,.
Il a été mis à disposition en streaming sur YouTube le 8 novembre 2023.

## Résumé
Depuis 1959, Los Angeles est l'une des rares villes des États-Unis à proposer de réparer gratuitement des instruments de musique pour les élèves de ses écoles publiques. Ces instruments, au nombre d'environ 80 000, sont entretenus et réparés dans un entrepôt du centre-ville de Los Angeles par une poignée d'artisans. Le film présente quatre d'entre eux, chacun spécialisé dans une section d'orchestre, ainsi que des étudiants pour qui l'atelier a eu un impact sur leur vie. Le documentaire dresse ainsi un parallèle entre la réparation des instruments eux-mêmes et la façon dont la musique est un remède et un moyen de se reconstruire pour les personnes confrontées à des drames personnels. Le film s'intéresse tour à tour à quatre techniciens et leur destin : un homosexuel en rupture familiale après son coming out, une immigrée mexicaine se battant pour une vie meilleure, un ancien enfant introverti amené à faire les premières parties d'Elvis Presley, un réfugié rescapé des pogroms anti-arméniens de Bakou. Le film se termine par une performance d'anciens élèves du district,.

## Sortie
La première mondiale du film a eu lieu le 1er septembre 2023 au 50e Festival du film de Telluride.
En octobre 2023, Searchlight Pictures et LA Times Studios ont acquis les droits du film et l'ont rendu disponible gratuitement sur la chaîne YouTube et le site Web du Los Angeles Times le 8 novembre 2023.

## Distinctions
| Evénement                            | Date             | Catégorie                                                  | Récipiendaire                  | Résultat   | Ref.   |
| ------------------------------------ | ---------------- | ---------------------------------------------------------- | ------------------------------ | ---------- | ------ |
| Calgary International Film Festival  | 1 octobre 2023   | Meilleur court métrage documentaire                        | The Last Repair Shop           | Lauréat    | [ 8 ]  |
| Middleburg Film Festival (en)        | 22 octobre 2023  | Sheila Johnson Vanguard Award                              | Kris Bowers                    | Lauréat    | [ 9 ]  |
| Critics' Choice Documentary Awards   | 12 novembre 2023 | Meilleur court métrage documentaire                        | The Last Repair Shop           | Lauréat    | [ 10 ] |
| Critics' Choice Documentary Awards   | 12 novembre 2023 | Meilleure musique                                          | Katya Richardson & Kris Bowers | Nomination | [ 10 ] |
| Hollywood Music in Media Awards      | 15 novembre 2023 | Meilleure musique originale – Court métrage (Documentaire) | The Last Repair Shop           | Nomination | [ 11 ] |
| Astra Film Hollywood Creative Awards | 6 janvier 2024   | Meilleur court métrage                                     | The Last Repair Shop           | Nomination | [ 12 ] |
| Black Reel Awards                    | 16 janvier 2024  | Meilleur film indépendant (court métrage)                  | The Last Repair Shop           | Nomination | [ 13 ] |
| Oscars du cinéma                     | 10 mars 2024     | Meilleur court métrage documentaire                        | Ben Proudfoot and Kris Bowers  | Lauréat    | [ 14 ] |